# Aardewerk

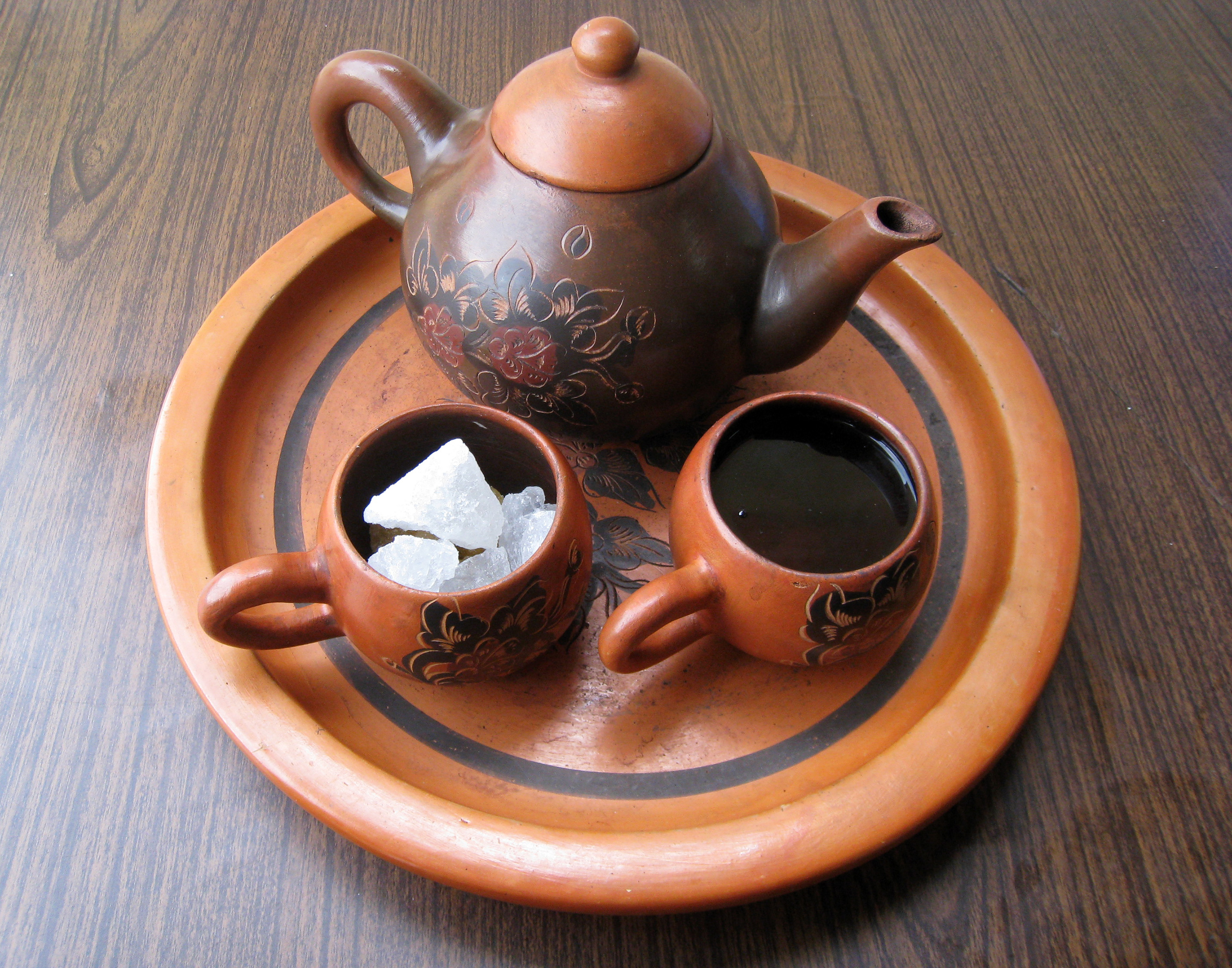
Aardewerktheeservies, Java, Indonesië

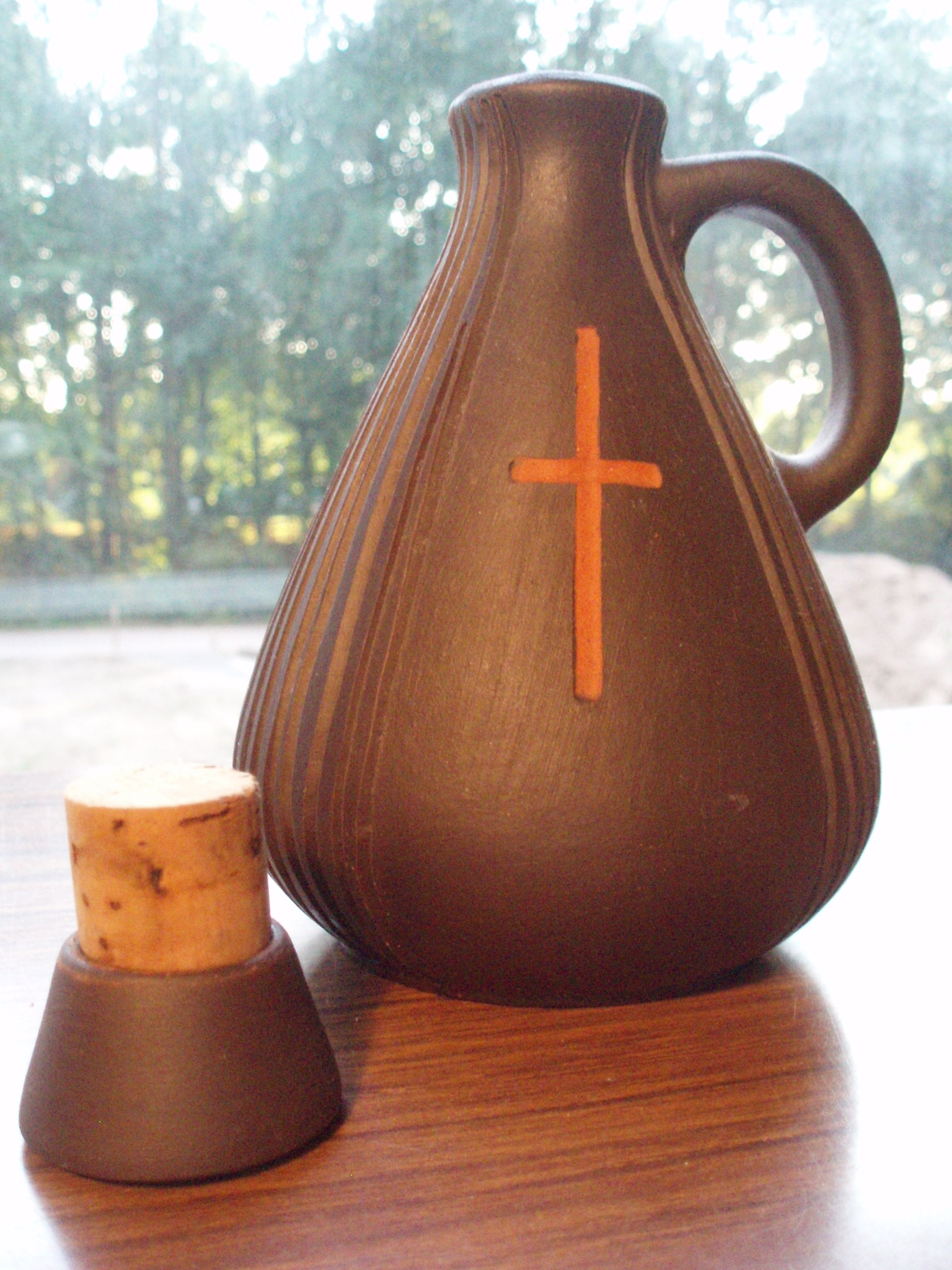
Aardewerken kruikje bedoeld om wijwater mee naar huis te nemen en te bewaren. Het kruikje kan gesloten worden met een kurken dop

Aardewerk is tot ongeveer 1100 °C uit klei gebakken keramiek, zoals vaatwerk, potten, schalen, drinkbekers, kruiken en tegels.
In de ruime zin van het woord, slaat het woord aardewerk op de voorwerpen die gebakken zijn uit aarde (in dit geval klei), maar ook op het materiaal waaruit deze voorwerpen bestaan (zoals in " ze zijn van aardewerk").

## Beschrijving
Aardewerk is zachter en minder duurzaam dan steengoed en porselein, maar het is veel gemakkelijker en goedkoper te maken. Vanwege de poreusheid van aardewerk dient het vrijwel altijd geglazuurd te worden. Keramiek is pas steengoed als het op een temperatuur van meer dan 1200 °C is gebakken. Goede klei voor deze producten is kaolien (China-clay), een fijne witbakkende kleisoort.
Grijsbakkend en roodbakkend aardewerk is gemaakt van dezelfde klei. Door de luchttoevoer te beperken – reducerend bakken – is er een laag zuurstofgehalte en krijgt het ijzer in de klei een grijze kleur. Door meer zuurstof toe te voeren – oxiderend bakken – kleurt het ijzer in de klei rood.
Aardewerk in eenvoudige vorm is gemaakt van leem of klei, veelal gehaald langs rivieren. Deze worden na droging gebakken en daardoor hard. Door de hoge temperatuur bij het bakken zijn de kleideeltjes aan elkaar geklit of gesinterd. Het materiaal zal dan meestal niet meer door water worden verweekt en uiteenvallen, maar bijvoorbeeld het zwarte aardewerk uit de omgeving van Mohács is zonder nabehandeling niet watervast.
Een mindere soort klei kan niet met hoge temperaturen worden gebakken en blijft poreus. Dit moet dan met een glazuurlaag worden bedekt om waterdicht te worden. Voor glazuur, een glassoort, wordt lood- of tinglazuur gebruikt. Dit smelt bij niet te hoge temperatuur en vloeit over het oppervlak van het product. Loodglazuur kan transparant of dekkend van kleur zijn. Tinglazuur geeft een ondoorzichtige witte laag. Zoutglazuur wordt meestal aangebracht op steengoed. Ook worden glazuren gebruikt om het aardewerk van diverse kleuren te kunnen voorzien. Rood en pastelkleuren worden nadien opgebracht, omdat deze kleuren verbranden bij hoge temperaturen. Ook goudbeschildering wordt pas aangebracht na de eerste bakking in moffelovens. Oplossingen van zilver of koper kunnen eveneens een goudglans verlenen aan het keramiek.
Aardewerk voor bouwkundige doeleinden is bouw- of woonkeramiek.

## Verschillende vormen van aardewerk
- pot, bedoeld als bewaarplaats voor losse goederen of vloeistof.
- kookpot, gemaakt om voedsel in te bereiden.
- kruik, met een nauwe, afsluitbare opening, bedoeld als bewaarplaats voor vloeistof.
- kan, met een schenktuit, bedoeld om vloeistoffen in te bewaren en uit te schenken.
- beker, gemaakt om uit te drinken.
- schaal, gemaakt om iets op te presenteren.
- kom, gemaakt om in de hand te houden en uit te eten of te drinken.
- schotel, gemaakt als onderlegger.
- römertopf, Romeinse stoofpot bestaande uit een poreuze, aardewerken schaal met deksel.
- vaas, een object dat vloeistof bevat
- tegels, als bouwmateriaal voor tegelkachels en ter waterdichte bedekking van vloeren of wanden, bijvoorbeeld van keukens of badkamers
- schaal, waarmee men vet, afkomstig van gebraden vlees, opvangt
- vet-potje, een object dat vet bevat dat aan de gordel hing van een persoon die, m.b.v. een spintol wollen draden spon. Geregeld werd vet uit het potje aan de draad gesmeerd waardoor deze dunner gemaakt kon worden.

## Aardewerk en archeologie
Zie Geschiedenis van de keramiek voor het hoofdartikel over dit onderwerp.

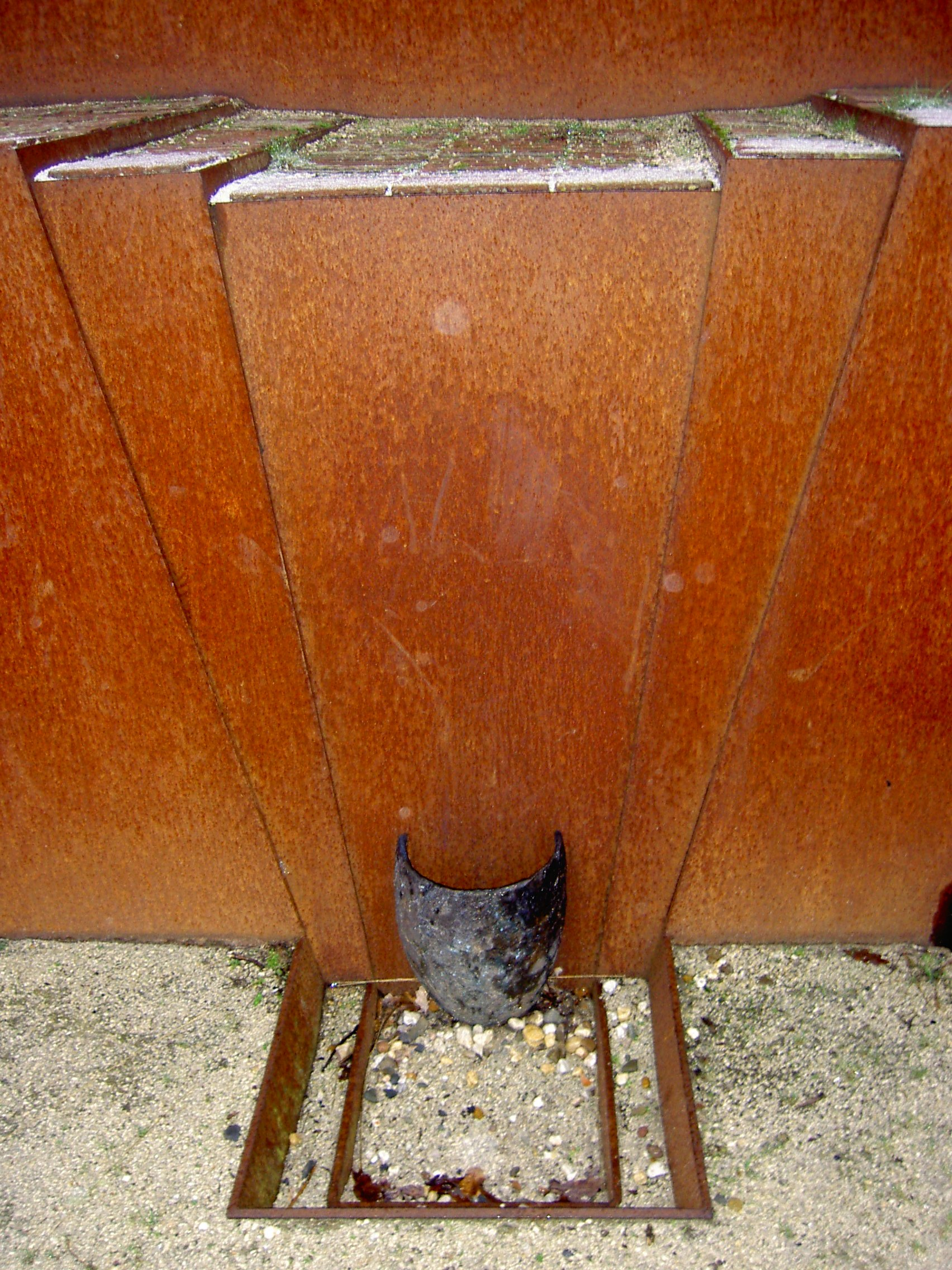
Replica van een aardewerken pot in het Vorstengraf (Oss)

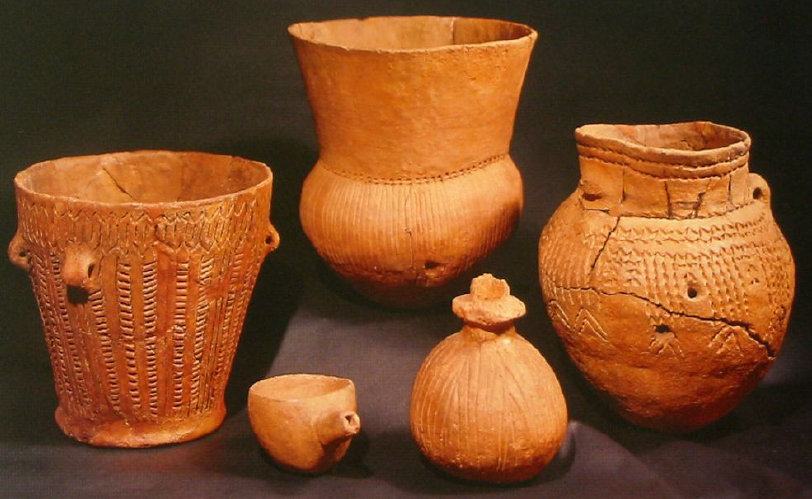
Verzameling aardewerk van de Trechterbekercultuur, Drents Museum

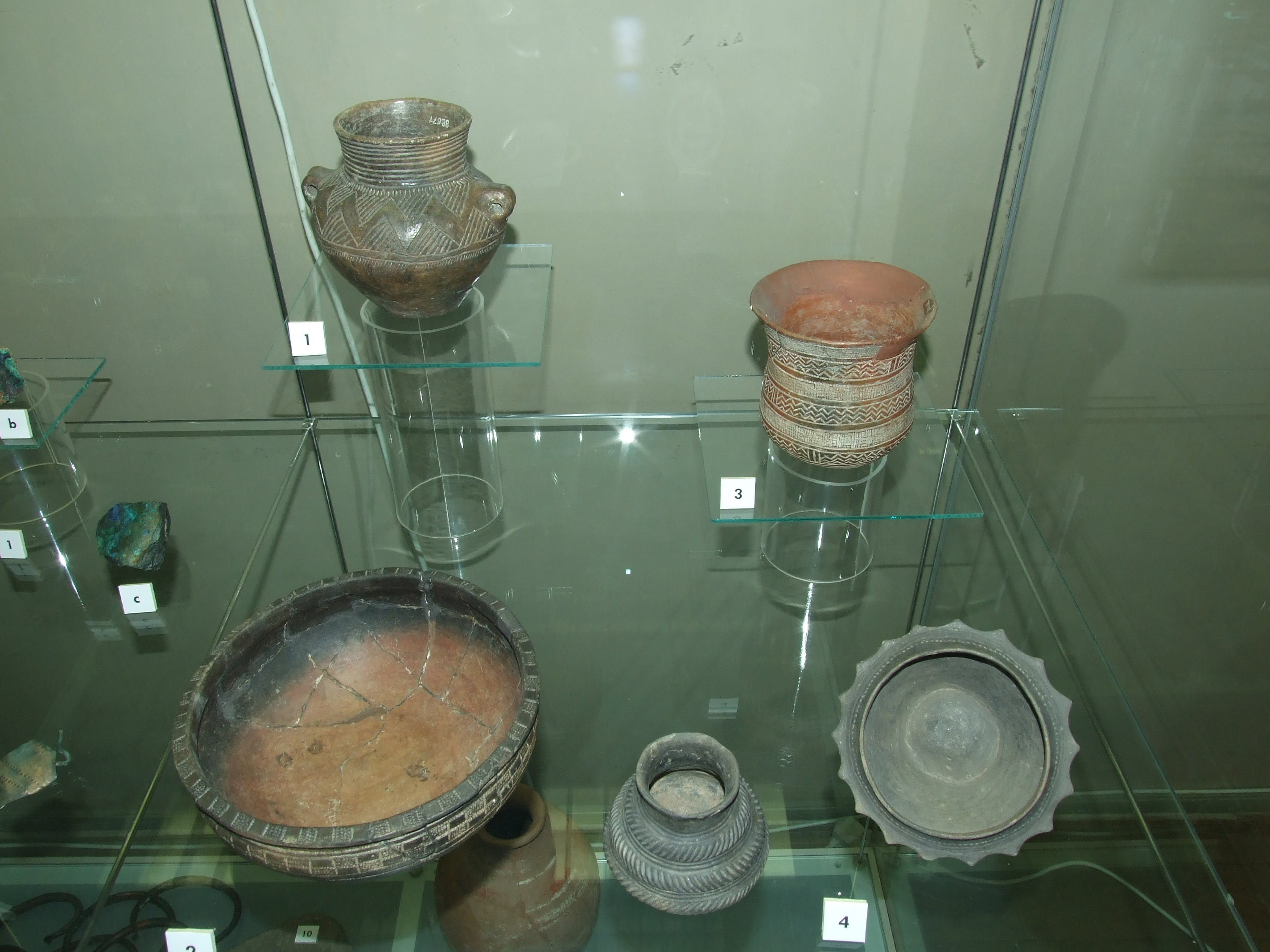
Aardewerk uit verschillende periodes in het Nationaal Museum (Praag)
1. Touwbekercultuur
2. Klokbekercultuur
3. Klokbekercultuur
4. Grote Volksverhuizing

Keramiek en dan vooral aardewerk heeft gedurende vele duizenden jaren een belangrijke rol gespeeld in de menselijke geschiedenis. Omdat het materiaal slecht verweert, zijn overblijfselen van aardewerken voorwerpen een belangrijke bron van informatie. De stijl en de technologie van het aardewerk veranderden in de loop der jaren, zodat aardewerken scherven en voorwerpen ook gebruikt kunnen worden bij de datering van een bepaalde vindplaats of laag. Er zijn dan ook allerlei culturen naar aardewerkvormen genoemd. De periode tijdens het Neolithicum voordat het pottenbakken ontwikkeld werd, is het prekeramisch Neolithicum.
De daaropvolgende periode is het keramisch Neolithicum (PN) (ca. 6500-5500). Steeds meer zijn daarna culturen te onderscheiden, zoals Halaf en daarna Obeid.
In Europa zijn culturen te onderscheiden zoals de trechterbekercultuur, de touwbekercultuur, de klokbekercultuur en de urnenveldencultuur. In India betreft het onder meer de ochre coloured pottery-cultuur, de black and red ware-cultuur, de painted grey ware-cultuur en de northern black polished ware-cultuur.
Ook de afbeeldingen die op het aardewerk aangebracht werden geven soms inzicht in de cultuur. Zo zijn er bijvoorbeeld de Suzannakruik die een bijbels verhaal vertelde, de baardmankruik en de uilenbeker in de vorm van een uil. Dit soort voorwerpen was gedurende een bepaalde tijd populair. Luxe aardewerken goederen vertellen een verhaal omtrent de welstand van de bezitter.
Hiernaast is het van belang dat er bepaalde plaatsen waren waar aardewerk in grote hoeveelheden werd geproduceerd. Het van een dergelijke plaats afkomstig aardewerk had specifieke kenmerken. Dit alles geeft ons inzicht omtrent de toen gebruikte handelsroutes.
In het kader van experimentele archeologie doen verschillende organisaties onderzoek naar de werkwijze waarop aardewerk werd gebakken.

## Muziekproject AardeWerk
AardeWerk is ook de titel van een muziekproject van Ruben Romijn. De teksten van Project Aardewerk zijn geschreven om tot nadenken te zetten, en werpen nieuw licht op eeuwenoude woorden die nog altijd niet per definitie stoffig zijn. Eind 2022 is de eerste single van Project AardeWerk verschenen met de titel: In Wezen gezongen door Wouter Seinen en met medewerking van onder anderen Elisa Krijgsman. 